# Bakk Endre
Szentkatolnai Bakk Endre (Szentkatolna, Háromszék vármegye, 1841. október 11. – 1906. március 23.) kanonok.

## Életpályája
Több mint hétszáz évre visszatekintő székely főnemes családból származott.
A gyulafehérvári papneveldébe 1860. augusztus 15-én vették fel. Nagyváradon szentelték pappá 1864. július 31-én. 1864. augusztus 2-ától 1866. január 13-áig segédlelkész, azután verestoronyi lelkész volt 1868. április 28-áig, alsókapniki lelkész 1869. október 27-éig, majd apanagyfalvi lelkész 1870. november 6-áig. Innen Oláh-Láposbányára kérette magát, ahol 1875. március 7-éig lelkészkedett. Ezen idő alatt saját költségén restauráltatta Alsó-Kapnikban és Oláh-Láposbányán a templomot, az iskolát és a temetőt.
1875. március 11-én átkérette magát Vízaknára. 1899. május 15-én főesperes, 1904. október 12-én pedig tiszteletbeli kanonok lett. Vízaknán haláláig a lakosság lelki megbékítésére, a szegényekre, szellemi fejlődésükre, történelmi értékeik megóvására tetemes anyagiakat áldozott. Az 1848–49-ben elesetteknek honvédemlékművet emeltetett. Saját költségén emeletes római katolikus leányiskolát, templomot és temetőőr-lakot építtetett, kápolnát restauráltatott.
Városi és megyei képviselő tag, az Alsófehér Megyei Történelmi, Régészeti és Természettudományi Egylet tagja, 1888-tól a Magyar Heraldikai és Genealógiai Társaság pártoló tagja volt.

## Művei
- 1848-49-iki Szabadságharcz alatti események Vizaknán, Budapest, 1880

- A Bak és Jancsó család története című munkáját 1883-ban adták ki Budapesten.

- Kézdivásárhely s az ottani Jancsó családok története című munkáját 1895-ben adták ki Kézdivásárhelyen.

Az 1848–49-es forradalom és szabadságharc után kivégzetteknek állított emléket Az 1848. év végétől 1854. év végéig kötél és golyó által kivégezetteknek emlékezete című 1893-as írásában. Ebben kilencvenkilenc név szerint ismert és huszonnégy anonim vértanúra vonatkozó adatot közölt. E névsor alapján indult el Kacziány Géza, aki a Magyar vértanúk könyve című munkájában százöt vértanút említett név szerint.
Bakk cikkei erdélyi egyházi és iskolai hetilapokban, valamint a Kelet, a Magyar Polgár, a Közművelődés, a Hermannstädter Zeitung, a Sieb Deux Tageblatt, a Nemzeti Hírlap, a Közérdek és a Kolozsvári Közlöny lapjain jelentek meg.

## Díjai és elismerései
- A Ferenc József-rend lovagja
- Vízakna város díszpolgára

## Külső hivatkozások
- A megtorlás mérlege és a bosszúhadjárat vége I. Archiválva 2008. június 9-i dátummal a Wayback Machine-ben
- Háromszéki Honvédek, nemzetőrök, Honleányok és Honfiak az 1848–49. évi szabadságharcban I. Árkos Archiválva 2016. március 4-i dátummal a Wayback Machine-ben
- Bakk István: A bosszú mérlege, avagy az 1848-49-es szabadságharc vértanúi
- Megalakult a 137. sz. Bakk Endre Cserkészcsapat
- Bakk Endre: Szabad és kiváltságolt Vizakna mezővárosának monográfiája.
- Bakk István: Csak törpe nép felejthet ős nagyságot. Primor szentkatolnai Bakk Endre kanonok halálának 100. évfordulójára In: Dobogó V. évfolyam, 2. szám